# Wanette (Oklahoma)
Wanette es un pueblo ubicado en el condado de Pottawatomie en el estado estadounidense de Oklahoma. En el año 2010 tenía una población de 350 habitantes y una densidad poblacional de 388,89 personas por km².

## Geografía
Wanette se encuentra ubicado en las coordenadas 34°57′46″N 97°1′52″O / 34.96278, -97.03111 (34.962707, -97.031170).

## Demografía
Según la Oficina del Censo en 2000 los ingresos medios por hogar en la localidad eran de $21,818 y los ingresos medios por familia eran $23,000. Los hombres tenían unos ingresos medios de $21,731 frente a los $14,583 para las mujeres. La renta per cápita para la localidad era de $10,740. Alrededor del 21.0% de la población estaban por debajo del umbral de pobreza.